# Thomas Beaufort

Wapen van Thomas Beaufort, hertog van Exeter

Thomas Beaufort (ca. 1377 - ca. 31 december 1426), 1e hertog van Exeter, was een Engelse militaire bevelhebber gedurende de Honderdjarige Oorlog (1337-1453) en kortstondig kanselier van Engeland.

## Levensloop
Hij was de derde van vier kinderen van Jan van Gent (1340-1399), de hertog van Lancaster, en zijn minnares Katherine Swynford (ca. 1350-1403). Om hun problematisch ouderschap te regelen, trouwden zijn ouders in 1396 en de kinderen werden wettelijk erkend tijdens twee aparte gelegenheden, in 1390 en nogmaals in 1397.
Toen zijn halfbroer Hendrik van Bolingbroke de macht greep als koning Hendrik IV, werd hij ridder in de Orde van de Kousenband. De nieuwe koning gaf hem vooral militaire opdrachten, zoals het commando over Calais. Zijn belangrijkste wapenfeit in die periode was de onderdrukking van een rebellie in Noord-Engeland in 1405.
Thomas Beaufort werd als militair benoemd tot kanselier van Engeland (1410-1412), op een ogenblik dat de koning in conflict lag met de Kerk en dus geen geestelijke kon benoemen. Hierna keerde hij terug naar militaire aangelegenheden. In 1412 werd hij verheven tot graaf van Dorset, in 1416 tot hertog van Exeter.
Koning Hendrik V benoemde Beaufort in 1415 tot bevelhebber van Harfleur, na de verovering van die haven op de Fransen op de vooravond van de Slag bij Azincourt. In 1418 keerde Beaufort terug naar Normandië, en belegerde hij Evreux, Ivry en Rouen. Na de val van Rouen kreeg hij het commando over die stad (1419). Na een maandenlange belegering viel het Château Gaillard in zijn handen. Hij onderhandelde mee het Verdrag van Troyes in 1420. Een jaar later werd hij gevangengenomen in de verloren slag bij Baugé, waar Thomas van Clarence sneuvelde.
Na de dood van de koning in 1422 keerde Thomas Beaufort terug naar Engeland, als lid van de regentschapsraad tijdens de minderjarigheid van Hendrik VI.

## Voorouders
| Voorouders van Thomas Beaufort | Voorouders van Thomas Beaufort                                                | Voorouders van Thomas Beaufort                                                | Voorouders van Thomas Beaufort                                                | Voorouders van Thomas Beaufort                                                | Voorouders van Thomas Beaufort                                 | Voorouders van Thomas Beaufort                                 | Voorouders van Thomas Beaufort                                 | Voorouders van Thomas Beaufort                                 |
| ------------------------------ | ----------------------------------------------------------------------------- | ----------------------------------------------------------------------------- | ----------------------------------------------------------------------------- | ----------------------------------------------------------------------------- | -------------------------------------------------------------- | -------------------------------------------------------------- | -------------------------------------------------------------- | -------------------------------------------------------------- |
| Overgrootouders                | Eduard II van Engeland (1284-1327) ∞ 1308 Isabella van Frankrijk (1292-1258)  | Eduard II van Engeland (1284-1327) ∞ 1308 Isabella van Frankrijk (1292-1258)  | Willem III van Holland (1287-1337) ∞ 1305 Johanna van Valois (1294-1352)      | Willem III van Holland (1287-1337) ∞ 1305 Johanna van Valois (1294-1352)      | ? (-) ∞ 1310 ? (-)                                             | ? (-) ∞ 1310 ? (-)                                             | ? (-) ∞ 1310 ? (-)                                             | ? (-) ∞ 1310 ? (-)                                             |
| Grootouders                    | Eduard III van Engeland (1312-1377) ∞ 1328 Filippa van Henegouwen (1314-1369) | Eduard III van Engeland (1312-1377) ∞ 1328 Filippa van Henegouwen (1314-1369) | Eduard III van Engeland (1312-1377) ∞ 1328 Filippa van Henegouwen (1314-1369) | Eduard III van Engeland (1312-1377) ∞ 1328 Filippa van Henegouwen (1314-1369) | Paon de Roet (1310-1380) ∞ ? (-)                               | Paon de Roet (1310-1380) ∞ ? (-)                               | Paon de Roet (1310-1380) ∞ ? (-)                               | Paon de Roet (1310-1380) ∞ ? (-)                               |
| Ouders                         | Jan van Gent (1340-1399) ∞ 1396 Katherine Swynford (1350-1403)                | Jan van Gent (1340-1399) ∞ 1396 Katherine Swynford (1350-1403)                | Jan van Gent (1340-1399) ∞ 1396 Katherine Swynford (1350-1403)                | Jan van Gent (1340-1399) ∞ 1396 Katherine Swynford (1350-1403)                | Jan van Gent (1340-1399) ∞ 1396 Katherine Swynford (1350-1403) | Jan van Gent (1340-1399) ∞ 1396 Katherine Swynford (1350-1403) | Jan van Gent (1340-1399) ∞ 1396 Katherine Swynford (1350-1403) | Jan van Gent (1340-1399) ∞ 1396 Katherine Swynford (1350-1403) |
| Thomas Beaufort (1377-1426)    |                                                                               |                                                                               |                                                                               |                                                                               |                                                                |                                                                |                                                                |                                                                |